# St. Louis (Schiff, 1895)
Die St. Louis war ein 1895 in Dienst gestelltes Passagierschiff der US-amerikanischen Reederei American Line, das für den transatlantischen Passagier- und Postverkehr zwischen Europa und den USA gebaut wurde. Sie war zu dem Zeitpunkt eines der größten Passagierschiffe unter amerikanischer Flagge. Im Ersten Weltkrieg diente sie als USS Louisville (ID-1644) als Truppentransporter. Nach Kriegsende sollte sie wieder für den zivilen Passagierverkehr flottgemacht werden, brannte aber während der Instandsetzungsarbeiten im Januar 1920 aus. Fünf Jahre später wurde sie in Italien verschrottet. 

## Das Schiff
Das 11.629 Bruttoregistertonnen große, aus Stahl gebaute Dampfschiff wurde auf der Werft William Cramp and Sons in Philadelphia gebaut und lief dort am 12. November 1894 vom Stapel. Das 169 Meter lange und 19 Meter breite Schiff hatte zwei Masten, zwei Schornsteine und zwei Propeller. Die Reisegeschwindigkeit lag bei 19 Knoten. Die Passagierunterkünfte waren für 350 Passagiere in der Ersten, 220 in der Zweiten und 800 in der Dritten Klasse ausgelegt. Die St. Louis war das Schwesterschiff der St. Paul (ebenfalls 11.629 BRT), die ein halbes Jahr nach ihr bei der gleichen Werft vom Stapel lief. 

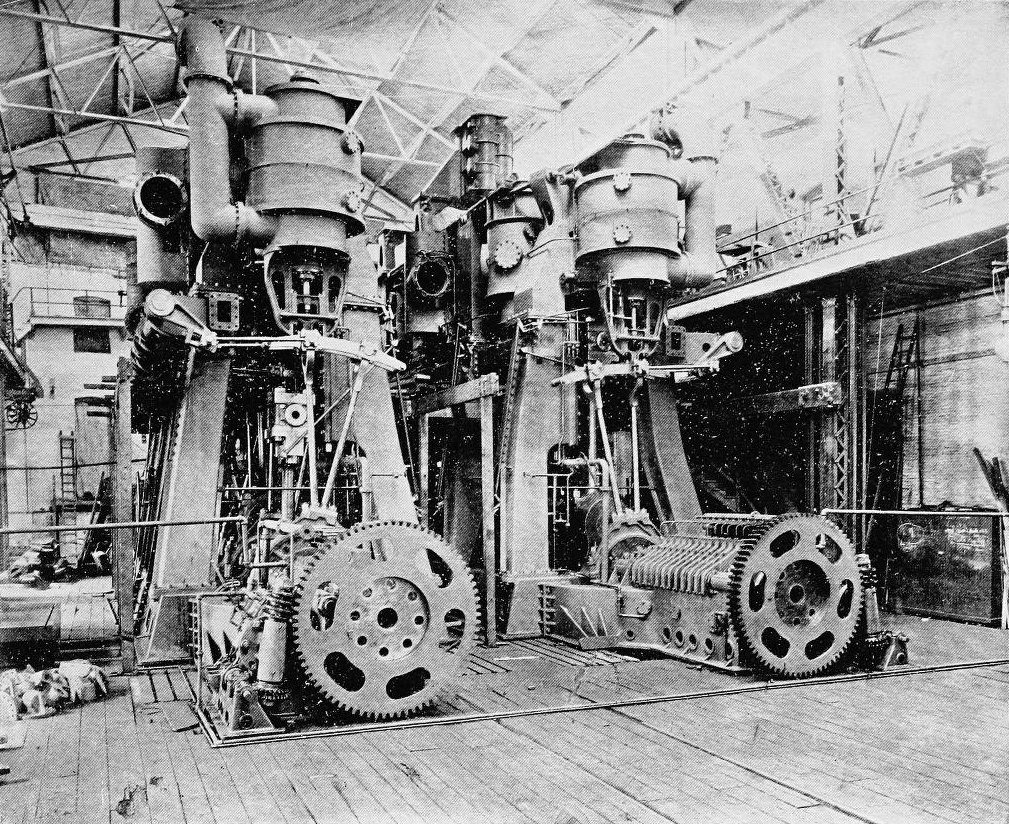
Die Dampfmaschine der St. Louis in der Werft von William Cramp & Sons, 1894.

Sie waren die bis dahin größten Schiffe ihrer Reederei und gehörten zu den größten Ozeandampfern der USA. Eigner war die International Navigation Company, aber betrieben wurden die beiden Schiffe von der American Line. 
Am 5. Juni 1895 legte die St. Louis in New York zu ihrer Jungfernfahrt nach Southampton (England) ab. Die vorerst letzte Rundfahrt auf dieser Route fand am 16. April 1898 statt. Anschließend wurde der Dampfer von der United States Navy unter der Bezeichnung USS St. Louis als Truppentransporter im Spanisch-Amerikanischen Krieg verwendet. Das Schiff wurde mit mehreren Kanonen bestückt und am 24. April 1898 unter dem Kommando von Rear Admiral Caspar Frederick Goodrich als Truppentransporter in Dienst gestellt (er kommandierte im selben Krieg auch die USS Newark). Am 30. April 1898 stach die St. Louis mit 27 Offizieren und 350 Männern Richtung Karibik in See. Am 14. August 1898 traf sie wieder in Philadelphia ein, wo sie bei ihrer Bauwerft wieder für den Passagierverkehr hergerichtet wurde, den sie am 12. Oktober des Jahres wieder aufnahm. 
In den folgenden Jahren war die St. Louis ein populäres Schiff auf der Nordatlantikroute Southampton–Cherbourg–Queenstown–New York. 1903 bekam das Schiff neue Kessel und zudem wurden die Schornsteine erhöht. Ab 1913 beförderte die St. Louis nur noch Passagiere der Zweiten und Dritten Klasse. Am 15. Juli 1914 lief sie zu ihrer letzten Fahrt auf ihrer ursprünglichen Route aus. Ab dem 31. Juli 1914 lief sie nicht mehr Southampton, sondern Liverpool an. Auf dieser Strecke blieb die St. Louis bis April 1918. Bereits im März 1917 war sie aufgrund des U-Boot-Kriegs erneut mit Kanonen bewaffnet worden. Am 30. Mai 1917 entging die St. Louis in der Irischen See knapp einer Torpedierung durch ein U-Boot. Am 25. Juli 1917 kam es bei einer weiteren U-Boot-Attacke zu Beschuss.

## Erster Weltkrieg
Am 17. April 1918 traf die St. Louis in New York ein, um dort erneut für den Dienst als Truppentransporter ausgerüstet zu werden. Sie wurde am 24. April mit der Bezeichnung USS Louisville (ID-1644) in Dienst gestellt, da es bei der Navy bereits ein Schiff namens St. Louis gab (die USS St. Louis (C-20)). Zur ersten Einsatzfahrt kam es am 12. Oktober 1918. Vier Wochen später war der Krieg vorüber. Am 7. Januar 1919 war das Schiff zurück in New York. Bis zum 19. August 1919 unternahm das Schiff sechs Überfahrten zwischen New York und Liverpool bzw. Brest, um amerikanische Truppen zu repatriieren. 
In der Hafenstadt Hoboken im US-Bundesstaat New Jersey sollte die St. Louis wieder für den Dienst als Ozeandampfer umgerüstet werden. Dazu kam es aber nicht mehr. Am 9. Januar 1920 fing das Schiff Feuer und brannte aus. Das Wrack wurde aufgegeben und lag in den folgenden fünf Jahren an verschiedenen Docks im New Yorker Hafen. Im Mai 1924 wurde es von zwei niederländischen Schleppern nach Genua (Italien) geschleppt, wo es im Jahr darauf verschrottet wurde.

## Trivia
In einem kurzen Film der Britischen Biograph and Mutoscope Co. von 1898 wurde festgehalten, wie die St. Louis den Hafen von Southampton verlässt.